# Дворец спорта имени В. С. Коноваленко
Дворец спорта имени В. С. Коноваленко — спортивная арена, расположенная в Автозаводском районе Нижнего Новгорода. Дворец был открыт в 1990 году. Вместимость арены составляет 4200 человек. Ранее он был домашней ареной хоккейной команды «Торпедо», которая позднее переехала во Нагорный дворец спорта в 2007 году. Сейчас — домашняя арена ХК «Чайка», выступающего в Молодёжной хоккейной лиге.